# Trokut (galaksija)
Trokut (Messier 33, M33 ili NGC 598) je spiralna galaksija u zviježđu Trokut. Galaksiju je otkrio Giovanni Battista Hodierna 1654. godine. Charles Messier uvrstio ju je u svoj katalog 1764. godine. William Herschel promatrao je galaksiju i u njoj otkrio nekoliko objekata, velike vodikove oblake i rađališta zvijezda. Ti objekti su kasnije našli mjesto u NGC katalogu pod imenima NGC 588, 592, 595 i 604. Trokut je među jedna od prvih galaktika u kojima je Lord Rosse uočio spiralnu strukturu.

## Svojstva
Trokut je treća po veličini galaktika u Lokalnom jatu. Nalazi se na udaljenosti od 2.73 milijuna gs i približava nam se brzinom od 124 km/s. Trokut se nalazi samo 750,000 gs od masivne Andromede i postoji mogućnost da su te dvije galaktike povezane gravitacijskim utjecajem, tj. da je Trokut satelitska galaksija Andromede.
Promjer galaktike Trokut iznosi oko 60,000 godina svjetlosti, upola manje nego naša galaksija ili skoro četiri puta manje nego Andromeda. Treća je najveća galaksija u Lokalnom jatu te je najmanja spiralna galaksija u njemu. Masa galaktike je između 10 i 40 milijardi sunčevih masa (oko 1/30 mase Mliječnog puta). Sadrži 40 milijardi zvijezda, što je znatno manje od Mliječnog Puta koji ima između 100 i 400 milijardi zvijezda te Andromede koja ima duplo više zvijezda od Mliječnog puta, tj. bilijun zvijezda. Unatoč tomu, Trokut stvara puno brže zvijezde. Razina stvaranja zvijezda u Trokutu jest višestruko veća nego u Mliječnome Putu, i čak 10 puta veća negoli u Andromedi. Astronomi smatraju kako se galaksija Trokut relativno kasno pridružila lokalnom jatu. Ispunjena je prašinom i plinom te se u njoj formiraju nove zvijezde velikom brzinom. Plin u njenim spiralnim krakovima ne ukazuje na burnu povijest kakvu su imale galaksije Andromeda i Mliječna staza. Izgleda da se M33 držala po strani i da nije ulazila u galaktičke kolizije.
Trokut je katalogizirana kao galaktika tipa Sc, pa je jedina neprečkasta galaksija u Lokalnom jatu. Njeni spiralni krakovi jasno su ocrtani crvenkastim HII regijama, među kojima je i NGC 604, golemi oblak od 1,500 gs u promjeru. NGC 604 je ogromno rađalište zvijezda, slično M42 ali daleko veće, najveće u Lokalnom jatu.   Snimka teleskopa Hubble otkrila je 200 mladih zvijezda 15 do 60 puta masivnije od Sunca. U galaksiju je otkriveno 112 promjenjivih zvijezda. Među njima su 4 nove i 25 cefeida. U galaksiji još nije zabilježena niti jedna supernova, ali su pronađeni ostatci prijašnjih eksplozija.

## Amaterska promatranja
U odličnim uvjetima, daleko od izvora rasvjete i blizine gradova, moguće je vidjeti Trokut golim okom. Trokut je najudaljeniji objekt koji je trajno vidljiv golim okom, iako su neki promatrači uspjeli opaziti i dalje galaksije. U dvogledu će se pokazati kao ovalna mrlja, svijetla i velika. Bolje se ističe pod manjim povećanjima. Veći teleskopi otkrit će neke od detalja. U 200 mm teleskopu moguće je vidjeti NGC 604 kao zvjezdoliku mrlju i dva spiralna kraka u obliku slova S. U teleskopu od preko 300 mm, moguće je ponekad pronaći i oblake plina u spiralnim krakovima ove galaksije. Prividni sjaj galaktike je + 5.7 magnituda.

## Vanjske poveznice
- Filip Lolić
- Skica M33
- Fotografija Matije Pozojevića  Arhivirana inačica izvorne stranice od 15. svibnja 2009. (Wayback Machine)